# Cornutiplusia lunata
Cornutiplusia lunata är en fjärilsart som beskrevs av Fabricius 1787. Cornutiplusia lunata ingår i släktet Cornutiplusia och familjen nattflyn. Inga underarter finns listade i Catalogue of Life.